# Колледж Вулфсона (Кембридж)
Колледж Вулфсона (англ. Wolfson College /ˈwʊlfsən/) — один из колледжей Кембриджского университета. В большинстве своём студенты, чей возраст должен быть от 21 года, получают послевузовское профессиональное образование, 15 % учатся по программе бакалавриата. В связи с тем, что обучение проходят иностранные студенты из более чем 70 стран мира, колледж Вулфсона считается одним из самых космополитических колледжей Кембриджа.
Колледж был основан в 1965 году под названием Университетский колледж (англ. University College), а в 1973 году получил название колледж Вулфсона, в знак признательности одноимённому благотворительному фонду семьи Вольфсон (англ. Wolfson Foundation). Колледж расположен к западу от центра Кембриджа, недалеко от университетской библиотеки.

## История
После Второй мировой войны число выпускников других университетов, которые приезжали в Кембридж для продолжения обучения и проведения исследований, значительно возросло. В связи с этим и было принято решение открыть новый Университетский колледж.
30 июня 1965 года колледж для аспирантов был официально открыт. В то время, как все колледжи университета, кроме недавно открывшегося колледжа Дарвина, были однополыми учреждениями, Университетский колледж с самого открытия признавал равные права для мужчин и женщин, как студентов, так и стипендиатов. Представляя собой космополитическое и эгалитарное учреждение, Университетский колледж имел чёткие отличия от более старых, традиционных колледжей Кембриджа: не было ни «Общей комнаты» (англ. Common Room), где решались организационные вопросы, ни «Высокого Стола», зарезервированного для стипендиатов и почётных гостей на официальных ужинах и мероприятиях, ни их портретов на стенах столовой (англ. Dining Hall).
Учредительный совет потребовал, чтобы колледж в течение 10 лет нашёл финансирование, либо ему грозит роспуск. В 1972 году фонд Вулфсона согласился предоставить Университетскому колледжу средства на существование, включая постройку новых зданий вокруг центральных (грант на 2 миллиона фунтов стерлингов). В знак признательности 1 января 1973 года Университетский был переименован в колледж Вулфсона.
Новые здания были торжественно открыты королевой Елизаветой II и герцогом Эдинбургским в 1977 году. Хотя большинство зданий колледжа современные, дизайн кампуса похож на более старые университетские колледжи. Примечательно, что пол прихожей главного здания выполнен из кусочков гранита, взятых со старого Лондонского моста (основная часть которого была продана и перевезена в Аризону в конце 1960-х годов).
Все последующие строительства и расширения осуществлялись за счёт добровольных и благотворительных пожертвований. Так в 1980-х годах на западной стороне колледжа были куплены дом и сад, принадлежащие сэру Вивиану Фуксу. Большой вклад был сделан Сингапурским бизнесменом и филантропом Ли Синг Ти (англ. Lee Seng Tee), чья дочь была студенткой колледжа. На эти деньги были построены библиотека и зал для мероприятий, названные в честь благотворителя. Другие вклады были получены от фондов Фарлей Дикинсона (англ.  Fairleigh Dickinson Foundation) и Тода (англ. Toda Foundation). В 1990-х годах благодаря фонду Гэтсби (англ. Gatsby Foundation) было приобретено поле на западной границе, где были построены ректорский центр и новые жилые кварталы.

## Известные преподаватели и фелло
- Могенс Херман Хансен (р. 1940), датский антиковед, один из крупнейших мировых специалистов по афинскому народному собранию.

## Выпускники
Известные ученики и выпускники:
- Рупия Бвезани Банда (р. 1937), четвёртый президент Замбии.
- Сон Санхён (р. 1941), южнокорейский юрист и профессор права; председатель Международного уголовного суда.
- Кен Еанг (р. 1948), малайзийский архитектор, учёный в области так называемой «зелёной архитектуры».
- Летсие III (р. 1963), король Лесото.
- Эйнат Вильф (р. 1971), израильский политик, учёный.
- Майло Яннопулос (р. 1984), британский журналист и общественный активист.